# Vithalsad skatstare
Vithalsad skatstare (Streptocitta albicollis) är en fågel i familjen starar inom ordningen tättingar.

## Utseende och läte
Vithalsad skatstare är en omisskännlig långstjärtad och svartvit stare. Den är svart utom ett brett vitt bröstband och halsband. Fåglar på södra Sulawesi har blek spets på näbben, medan de i norr har helsvarta näbbar. Ungfågeln är mindre glansig och mer kortstjärtad än de adulta fåglarna. Bland de udda lätena hörs ljusa och genomträngande "keer", mjuka och låga "kyop" och andra visslingar och metalliska toner.

## Utbredning och systematik
Vithalsad skatstare delas in i två underarter:
- S. a. torquata – förekommer på norra Sulawesi, Lembeh och Togianöarna
- S. a. albicollis – förekommer på södra Sulawesi och Butungöarna

Sedan 2016 urskiljer Birdlife International och naturvårdsunionen IUCN torquata som den egna arten Streptocitta torquata. 

## Levnadssätt
Vithalsad skatstare hittas i skogar och skogsbryn i låglänta områden och förberg. Den ses i par eller smågrupper i trädkronorna, ofta sittande synligt på utstickande döda grenar.

## Status
IUCN bedömer hotstatus för underarterna (eller arterna) var för sig, båda som livskraftiga.